# Sânnicolau Mare
Sânnicolau Mare (rumænsk udtale: [sɨnnikoˌla.u ˈmare]; ungarsk: Nagyszentmiklós; tysk: Groß St. Nikolaus; Banat Schwabisk: Sanniklos; serbisk: Велики Семиклуш; Banat bulgarsk: Smikluš) er en by i distriktet  Timiș i   den vestligste af Rumænien. Den ligger  i regionen Banatet langs grænserne til Serbien og Ungarn, har den en befolkning på lidt over 14.000 mennesker.

## Geografi
Sânnicolau Mare er den vestligste by i Rumænien og i Timiș-distriktet, og er også den tredjestørste by efter Timișoara og Lugoj. Det er en grænseby med 6 km af grænsen til Ungarn, ved Mureș-flodens uregulerede løb. Det dækker et område på 133,92 km2, 1,55 % af arealet af Timiș-distriktet. Den grænser op til Saravale mod øst, Tomnatic mod syd, Teremia Mare mod sydvest, Dudeștii Vechi mod vest og Cenad mod nordvest.

## Nagyszentmiklós-skatten
Sânnicolau Mare er kendt for Nagyszentmiklós-skatten, en skat af 23 guldgenstande, der blev opdaget her i 1799 af en serbisk landmand. Skatten stammer fra det 6. til det 10. århundrede. Der er endnu ikke opnået enighed om skattens oprindelse. Skattens stykker blev fremstillet på forskellige tidspunkter og af forskellige mestre. Ifølge en teori blev skatten lavet i det 8. århundrede af avarerne. En anden teori hævdede, at bulgarerne lavede redskabet i det 9. århundrede, og ifølge en anden undersøgelse lavede magyarerne fra den oprindelige bosættelse skatten i det 10. århundrede. Stykkerne er udstillet i Kunsthistorisches Museum i Wien og Nationalhistorisk Museum i Sofia i Bulgarien.